# UNCAF Nations Cup 2005
The UNCAF Nations Cup 2005 was de 8ste editie van de UNCAF Nations Cup, het voetbaltoernooi dat gehouden wordt voor leden van de UNCAF. De eerste 4 landen plaatsen zich voor de CONCACAF Gold Cup van 2005. Het toernooi zou worden gehouden in Guatemala. Costa Rica won het toernooi door in de finale Honduras te verslaan na strafschoppen.

## Deelnemende landen
Alle zeven UNCAF leden namen deel.
| Groep A   | Groep A | Groep A                       | Groep B     | Groep B | Groep B                              |
| Land      | Aantal  | Beste resultaat               | Land        | Aantal  | Beste resultaat                      |
| --------- | ------- | ----------------------------- | ----------- | ------- | ------------------------------------ |
| Belize    | 4e      | groepsfase (1995, 1999, 2001) | Costa Rica  | 8e      | Winnaar (1991, 1997, 1999, 2003)     |
| Guatemala | 7e      | Winnaar (2001)                | El Salvador | 8e      | Derde (1991, 1995, 1997, 2001, 2003) |
| Honduras  | 8e      | Winnaar (1993, 1995)          | Panama      | 6e      | Derde (1993)                         |
| Nicaragua | 5e      | groepsfase (1997, 1999, 2001) |             |         |                                      |

## Stadion
| Guatemala-Stad                       | · Guatemala-Stad |
| Estadio Cuscatlán Capaciteit: 29.950 | · Guatemala-Stad |
|                                      | · Guatemala-Stad |

## Scheidsrechters
Alleen de scheidsrechters vanaf de halve finale staan in dit lijstje. 

## Groepsfase

### Groep A
| Team      | Pnt | GS | W | G | V | DV | DT | DS |
| --------- | --- | -- | - | - | - | -- | -- | -- |
| Honduras  | 7   | 3  | 2 | 1 | 0 | 10 | 2  | +8 |
| Guatemala | 7   | 3  | 2 | 1 | 0 | 7  | 1  | +6 |
| Nicaragua | 3   | 3  | 1 | 0 | 2 | 2  | 9  | –7 |
| Belize    | 0   | 3  | 0 | 0 | 3 | 0  | 7  | –7 |

|                                     |                                                      |       |                   |           |
| 19 februari 2005 «onderlinge duels» | Honduras                                             | 5 – 1 | Nicaragua         | Guatemala |
| 19 februari 2005 «onderlinge duels» | Milton Núñez 19', 84' Wilmer Velásquez 42', 51', 73' |       | Milton Bustos 54' | Guatemala |

|                                     |                                                 |       |        |           |
| 19 februari 2005 «onderlinge duels» | Guatemala                                       | 2 – 0 | Belize | Guatemala |
| 19 februari 2005 «onderlinge duels» | Edwin Villatoro 35' Juan Carlos Plata 72' (pen) |       |        | Guatemala |

|                                     |        |                                                               |          |           |
| 21 februari 2005 «onderlinge duels» | Belize | 0 – 4                                                         | Honduras | Guatemala |
| 21 februari 2005 «onderlinge duels» |        | Wilmer Velásquez 7' Milton Núñez 33', 80' Wilson Palacios 88' |          | Guatemala |

|                                     |                                                                    |       |           |           |
| 21 februari 2005 «onderlinge duels» | Guatemala                                                          | 4 – 0 | Nicaragua | Guatemala |
| 21 februari 2005 «onderlinge duels» | Juan Carlos Plata 11' Hernán Sandoval 30', 77' Edwin Villatoro 66' |       |           | Guatemala |

|                                     |                         |       |        |           |
| 23 februari 2005 «onderlinge duels» | Nicaragua               | 1 – 0 | Belize | Guatemala |
| 23 februari 2005 «onderlinge duels» | Juan Carlos Vilchez 85' |       |        | Guatemala |

|                                     |                |       |                  |           |
| 23 februari 2005 «onderlinge duels» | Guatemala      | 1 – 1 | Honduras         | Guatemala |
| 23 februari 2005 «onderlinge duels» | Gonzalo Romero |       | Wilmer Velásquez | Guatemala |

### Groep B
| Team        | Pnt | GS | W | G | V | DV | DT | DS |
| ----------- | --- | -- | - | - | - | -- | -- | -- |
| Costa Rica  | 6   | 2  | 2 | 0 | 0 | 3  | 1  | +2 |
| Panama      | 3   | 2  | 1 | 0 | 1 | 1  | 1  | 0  |
| El Salvador | 0   | 2  | 0 | 0 | 2 | 1  | 3  | –2 |

|                                     |             |                      |        |           |
| 19 februari 2005 «onderlinge duels» | El Salvador | 0 – 1                | Panama | Guatemala |
| 19 februari 2005 «onderlinge duels» |             | Juan Ramón Solís 77' |        | Guatemala |

|                                     |                                   |       |                 |           |
| 21 februari 2005 «onderlinge duels» | Costa Rica                        | 2 – 1 | El Salvador     | Guatemala |
| 21 februari 2005 «onderlinge duels» | Whayne Wilson 75' Roy Myrie 90+1' |       | Dennis Alas 40' | Guatemala |

|                                     |        |               |            |           |
| 23 februari 2005 «onderlinge duels» | Panama | 0 – 1         | Costa Rica | Guatemala |
| 23 februari 2005 «onderlinge duels» |        | Roy Myrie 81' |            | Guatemala |

## Knock-outfase
De 4 landen uit de halve finale plaatsen zich voor de CONCACAF Gold Cup 2005.
|  | halve finale                 | halve finale                 |       |                              | finale                       | finale |
|  |                              |                              |       |                              |                              |        |
|  | 25 februari – Guatemala-Stad |                              |       |                              |                              |        |
|  | Honduras                     | 1                            |       |                              |                              |        |
|  | Panama                       | 0                            |       |                              |                              |        |
|  |                              |                              |       |                              |                              |        |
|  |                              |                              |       |                              | 27 februari – Guatemala-Stad |        |
|  |                              |                              |       |                              | Costa Rica                   | 1 (7)  |
|  |                              | Honduras                     | 1 (6) |                              |                              |        |
|  |                              |                              |       |                              |                              |        |
|  |                              |                              |       |                              | derde plaats                 |        |
|  | 25 februari – Guatemala-Stad | 25 februari – Guatemala-Stad |       | 27 februari – Guatemala-Stad | 27 februari – Guatemala-Stad |        |
|  | Costa Rica                   | 4                            |       | Guatemala                    | 3                            |        |
|  | Guatemala                    | 0                            |       |                              | Panama                       | 0      |

### Halve finale
|                                     |               |       |        |                                                                                   |
| 25 februari 2005 «onderlinge duels» | Honduras      | 1 – 0 | Panama | Estadio Mateo Flores, Guatemala-Stad Toeschouwers: 11.159 Scheidsrechter: Sibrian |
| 25 februari 2005 «onderlinge duels» | Velásquez 72' |       |        | Estadio Mateo Flores, Guatemala-Stad Toeschouwers: 11.159 Scheidsrechter: Sibrian |

|                                     |                                             |       |           |                                                                                            |
| 25 februari 2005 «onderlinge duels» | Costa Rica                                  | 4 – 0 | Guatemala | Estadio Mateo Flores, Guatemala-Stad Toeschouwers: 11.159 Scheidsrechter: Benito Archundia |
| 25 februari 2005 «onderlinge duels» | Segura 8' Sequeira 22' Wilson 42' Scott 61' |       |           | Estadio Mateo Flores, Guatemala-Stad Toeschouwers: 11.159 Scheidsrechter: Benito Archundia |

### Troostfinale
|                                     |                             |       |        |                                                                                         |
| 27 februari 2005 «onderlinge duels» | Guatemala                   | 3 – 0 | Panama | Estadio Mateo Flores, Guatemala-Stad Toeschouwers: 1.491 Scheidsrechter: Wálter Quesada |
| 27 februari 2005 «onderlinge duels» | Villatoro 7' Plata 41', 49' |       |        | Estadio Mateo Flores, Guatemala-Stad Toeschouwers: 1.491 Scheidsrechter: Wálter Quesada |

### Finale
|                                     |                                                       |       |                                                                 |                                                                                                |
| 27 februari 2005 «onderlinge duels» | Costa Rica                                            | 1 – 1 | Honduras                                                        | Estadio Mateo Flores, Guatemala-Stad Toeschouwers: 1.491 Scheidsrechter: Carlos Alberto Batres |
| 27 februari 2005 «onderlinge duels» | Wilson 68'                                            |       | Núñez 58'                                                       | Estadio Mateo Flores, Guatemala-Stad Toeschouwers: 1.491 Scheidsrechter: Carlos Alberto Batres |
| 27 februari 2005 «onderlinge duels» | Strafschoppen                                         |       |                                                                 | Estadio Mateo Flores, Guatemala-Stad Toeschouwers: 1.491 Scheidsrechter: Carlos Alberto Batres |
| 27 februari 2005 «onderlinge duels» | Soto Alfaro Wilson Cubero Sequeira Fonseca Díaz Umaña | 7 – 6 | Velásquez López Mendoza Berríos Núñez Guerrero Reyes Vallecillo | Estadio Mateo Flores, Guatemala-Stad Toeschouwers: 1.491 Scheidsrechter: Carlos Alberto Batres |

| Kampioen UNCAF Nations Cup 2005 |
| ------------------------------- |
|                                 |
| COSTA RICA 5e titel             |

## Doelpuntenmakers
6 doelpunten
- Wilmer Velásquez

5 doelpunten
- Milton Núñez

4 doelpunten
- Juan Carlos Plata

3 doelpunten
- Edwin Villatoro
- Whayne Wilson

2 doelpunten
- Roy Myrie
- Hernán Sandoval

1 doelpunt
- Géiner Segura
- Douglas Sequeira
- Erick Scott
- Milton Bustos
- Wilson Palacios
- Juan Carlos Vilchez
- Gonzalo Romero
- Juan Ramón Solís
- Dennis Alas